# 존 덴버
핸리 존 도이첸도르프 2세(영어: Henry John Deutschendorf Jr., 1943년 12월 31일 ~ 1997년 10월 12일)는 미국의 싱어송라이터, 음악 프로듀서, 배우, 활동가, 인도주의자다. 예명은 존 덴버(영어: John Denver)이다.
미 육군 조종사 출신의 군인 집안에서 나고 자랐다. 1960년대 말 포크 음악단에 들어가 음악가로서 발을 뗀다. 1970년대에 접어들면 그는 가장 유명한 통기타 아티스트일 뿐 아니라 그 방면에서는 가장 세난 아티스트 가운데 한 명이 된다. 1974년에는 얼추 미국 최고의 베스트셀링 음악가로 불러 손색없는 입지였다. 올뮤직은 "생전에 가장 사랑받은 연예인 가운데 하나"로 그를 정의하고 있다.
거의 300곡에 달하는 곡을 녹음, 발표했으며 이 중 200곡이 자작곡이다. 이 음반들의 전 세계 판매량을 묶으면 3,300만 장 이상이다. 또한 컨트리 음악 차트, 빌보드 핫 100, 어덜트 컨템포러리 등 다양한 차트에서 곡을 들이뜨려 12번 골드, 4번 플래티넘 인정을 받았다. 통기타로 녹음하고 연예했으며, 자연에 대한 예찬, 도회에 대한 개시, 음악에 대한 열정, 관계의 곡절 등을 주제 삼아 노래했다. 대표곡은 〈Take Me Home, Country Roads〉, 〈Annie's Song〉, 〈Rocky Mountain High〉, 〈Calypso〉, 〈Thank God I'm a Country Boy〉, 〈Sunshine on My Shoulders〉 등.
1970년대, 1980년대 임시에 영화, 텔레비전 등속에 출연하기도 했다. 1990년대에도 취입은 계속했으며 이 무렵 우주 탐사를 성원하거나 음악 검열을 반대하고자 의회에 출석, 증언하는 등의 사회 운동을 시작했다. 콜로라도주 애스펀에서 거의 대부분의 삶을 보냈으며, 콜로라도에 대한 각별한 사랑은 그가 부른 여러 곡을 통해 나타나 있다. 1997년 10월 12일 캘리포니아주 몬터레이 공항 인근에서 실험용 루탄 롱-EZ 카나드 경비행기로 일련의 접지 후 이륙(touch-and-go landings) 연습을 하던 중 150m 상공에서 기체가 바다에 추락해 53세로 사망했다.
1974년, 미국의 계관 시인으로 임명되었다. 또 2007년, 콜로라도 입법부는 〈Rocky Mountain High〉를 주가로 지정하였다.

## 음반 목록
- John Denver Sings (1966)
- Rhymes & Reasons (1969)
- Take Me to Tomorrow (1970)
- Whose Garden Was This (1970)
- Poems, Prayers & Promises (1971)
- Take me home, country road
- Aerie (1971)
- Rocky Mountain High (1972)
- Farewell Andromeda (1973)
- Back Home Again (1974)
- Windsong (1975)
- Rocky Mountain Christmas (1975)
- Spirit (1976)
- I Want to Live (1977)
- John Denver (1979)
- Autograph (1980)
- Some Days Are Diamonds (1981)
- Seasons of the Heart (1982)
- It's About Time (1983)
- Dreamland Express (1985)
- One World (1986)
- Higher Ground (1988)
- Earth Songs (1990)
- The Flower That Shattered the Stone (1990)
- Different Directions (1991)
- All Aboard! (1997)